# Pyszków
Pyszków – wieś w Polsce położona w województwie łódzkim, w powiecie sieradzkim, w gminie Brzeźnio.
W latach 1975–1998 miejscowość administracyjnie należała do województwa sieradzkiego. 
Przez miejscowość przepływa niewielka rzeka Żeglina, dopływ Warty.
Ocalał dwór, zapewne z 2 poł. XVIII w. Murowany, parterowy z mieszkalnym poddaszem, częściowo podpiwniczony. Zbudowany na planie litery L. Zwrócony frontem na pd.-wsch. Krótsze skrzydło poszerzone od pd. z wydzieloną wieżą na planie kwadratu z 2 poł. XIX w. Piwnice sklepione płaską kolebką. Układ wnętrza dwutraktowy, na osi sień z dwubiegową klatką schodową. Na osi frontu płytki ryzalit z gankiem wspartym na 4 kolumnach i pilastrach, dźwigający trójkątny szczyt. Dach naczółkowy.

Parafia utworzona w 1971 r. W 1988 r. bp Henryk Muszyński poświęcił kościół MB Królowej Polski zbudowany według projektu arch. Mirosława Pasikowskiego na miejscu dawnej kaplicy. 

## Części wsi
| SIMC    | Nazwa            | Rodzaj    |
| ------- | ---------------- | --------- |
| 0989620 | Malinówka        | część wsi |
| 0700074 | Olszaki          | część wsi |
| 0700045 | Poręba           | część wsi |
| 0700051 | Psuj             | część wsi |
| 0700068 | Ugoda Pyszkowska | część wsi |
| 1041142 | Ugody            | część wsi |

## Zabytki
Według rejestru zabytków Narodowego Instytutu Dziedzictwa na listę zabytków wpisany jest obiekt:
- pałac, pocz. XIX w., nr rej.: 583-XIII-45 z 11.06.1953